# Invenção do Contemporâneo
Invenção do Contemporâneo é um programa de televisão brasileiro, transmitido pela TV Cultura. Trata-se do resultado de uma parceria da referida emissora com a CPFL Energia, através da qual resultou a criação de três programas distintos: o Invenção do Contemporâneo em si, o programa Café Filosófico e o Balanço do Século XX, Paradigmas do Século XXI.

## Histórico
Tem como objetivo incentivar e aumentar a reflexão sobre grandes questões do mundo contemporâneo nas diversas áreas do conhecimento e do comportamento humano, com perspectiva no século XXI. Participam das palestras psicanalistas, historiadores, sociólogos e filósofos.
Estreou na TV Cultura em 21 de Agosto de 2006, exibido nas madrugadas de segunda para terça, a partir de 2014, passou a ser exibido nas madrugadas de quarta para quinta